# Milan (Missouri)
Milan – miasto w Stanach Zjednoczonych, w stanie Missouri, siedziba administracyjna hrabstwa Sullivan.